# Indianapolis WCT 1976
L'Indianapolis WCT 1976 è stato un torneo di tennis giocato sul sintetico indoor. È stata la 1ª edizione del torneo che fa parte del World Championship Tennis 1976. Si è giocato ad Indianapolis negli USA dal 12 al 18 gennaio 1976.

## Campioni

### Singolare maschile
Arthur Ashe ha battuto in finale  Vitas Gerulaitis con il punteggio di 6–2 6–7 6–4

### Doppio maschile
Robert Lutz /  Stan Smith hanno battuto in finale  Vitas Gerulaitis /  Tom Gorman con il punteggio di 6–2, 6–4